# أكيمي ساتو (مغنية)
أكيمي ساتو (باليابانية: 佐藤朱美؛ بالكانا: さとう あけみ) هي مؤدية صوت ومغنية يابانية، ولدت في 25 فبراير 1972 في مياغي في اليابان.

## وصلات خارجية
- أكيمي ساتو على موقع ميوزك برينز (الإنجليزية)
- أكيمي ساتو على موقع ANN person (الإنجليزية)